# Дьордь Мітро
Дьордь Мітро (угор. György Mitró, 6 березня 1930 — 4 січня 2010) — угорський плавець.
Медаліст Олімпійських Ігор 1948 року. Чемпіон Європи з водних видів спорту 1947 року.